# Motorola 56001

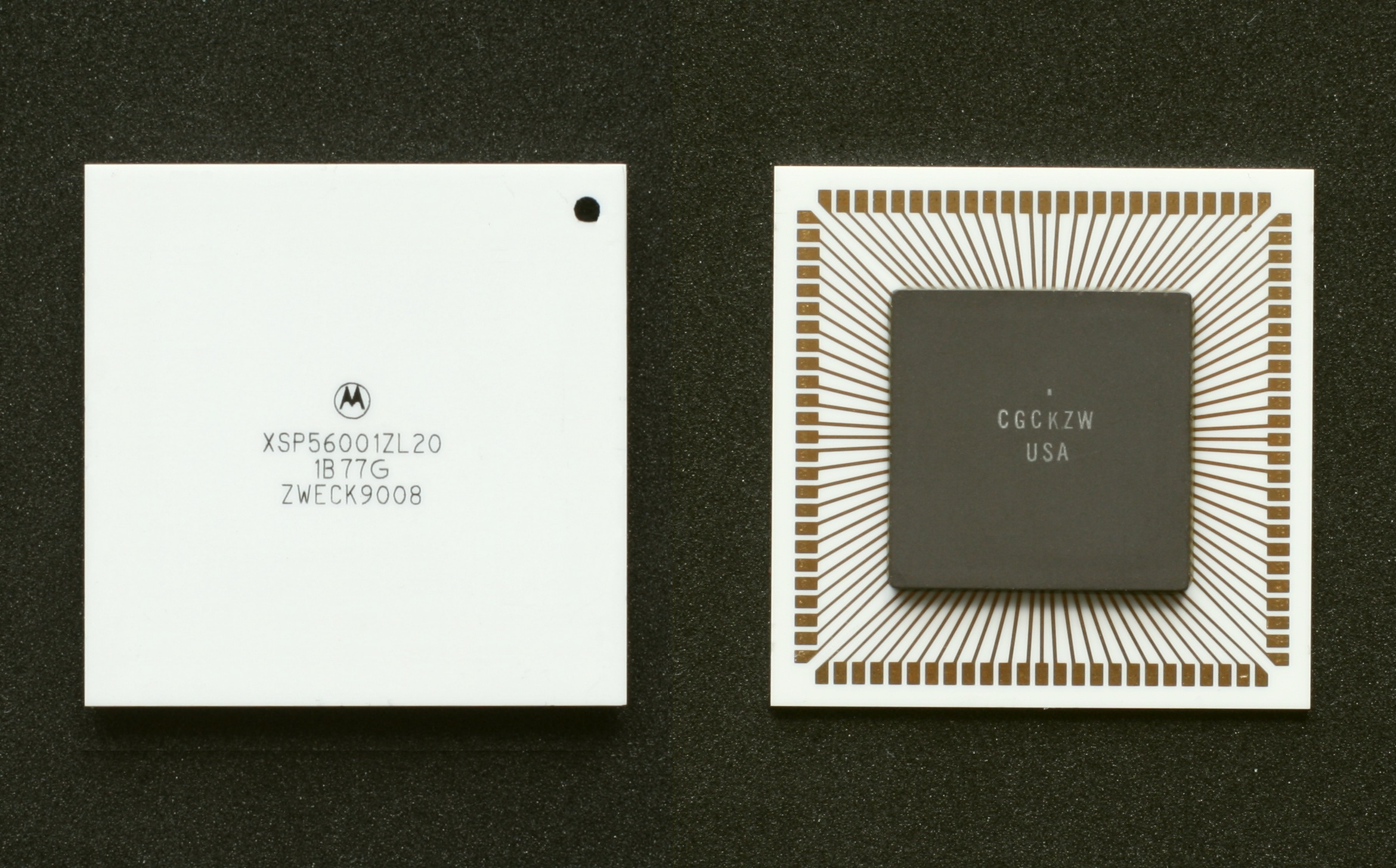
Motorola 56001

Der Motorola DSP56001 gehört zu den ersten beiden Mitgliedern aus der Familie der HCMOS Digitalen Signalprozessoren (engl. digital signal processor, DSP) von Motorola. Der DSP ist auf eine besonders schnelle Bearbeitung von Audiosignalen, schnelle Fourier-Transformation, Spracherkennung, Bildbearbeitung u. a. optimiert. Beim DSP56001 handelt es sich um einen Festkommaarithmetik-Prozessor.
Die Arithmetisch logische Einheit (engl. arithmetic logic unit, ALU) besitzt vier 24-Bit-Eingangsregister, zwei 48-Bit-Akkumulator-Register und zwei 8-Bit-Akkumulator-Erweiterungsregister. Bei 33 MHz ist der DSP in der Lage ca. 16,5 Millionen Operation pro Sekunde (MIPS) zu berechnen.
Es existieren vier voneinander unabhängige bidirektionale 24-Bit-Daten-Busse: X data bus (XDB), Y data bus (YDB), program data bus (PDB) und der global data bus (GDB). Einige Befehle des DSP können den XDB und YDB zusammenfassen und somit eine 48-Bit-Genauigkeit erreichen.
Die Adressbusse sind jeweils 16 bit breit. Jedem Adressbus ist ein interner Speicher zugeordnet: X address bus (XAB), Y address bus (YAB) und der program address bus (PAB).
Verwendet wurde der DSP unter anderem im Atari Falcon 030, NeXT Computer und diversen Keyboards.